# Червяков (хутор)
Червяков (Червяковка) — ныне не существующий хутор Бековского района Пензенской области, входивший в состав Пяшинского сельсовета. Расселён между 1955 и 1959 годами.

## История
Хутор основан в середине XIX века. Располагался в 12 километрах севернее села Пяша.
В 1910 году некоторая часть земель хутора выкуплена мещанами из города Сердобска. На 1859 год на хуторе насчитывалось 3 двора, на 1911 год — 27 дворов.
До 1928 года хутор входил в состав Пяшинской волости, в 1955 году — Пяшинского сельсовета.
Хутор прекратил своё существование в промежутке между 1955 и 1959 годами. В настоящее время на месте хутора находится одноимённое урочище.

## Население
| 1859 | 1911 | 1926 | 1939 | 1959 |
| ---- | ---- | ---- | ---- | ---- |
| 49   | 124  | 214  | 61   | 0    |

## Известные люди
- Червяков, Владимир Иванович — Герой Советского Союза